# World Rugby Sevens Challenger Series 2020
El World Rugby Sevens Challenger Series 2020 fue la 1ª temporada del circuito de selecciones nacionales masculinas de rugby 7.
Debido a la imposibilidad de disputar el clasificatorio en el Seven de Hong Kong debido a la pandemia de COVID-19, el equipo con mayor puntaje en las primeras etapas, Japón, obtuvo el título del Challenger Series 2020 y con ello el cupo para la temporada 2020-21 del Circuito Mundial.

## Equipos
| - Uganda - Zimbabue - Hong Kong - Japón - Alemania - Italia - Portugal - Jamaica - México Invitado | - Papúa Nueva Guinea - Tonga - Brasil - Chile - Colombia Invitado - Paraguay Invitado - Uruguay |

## Calendario
| Torneo                               | Estadio           | Ciudad       | Fecha                    | Campeón  |
| ------------------------------------ | ----------------- | ------------ | ------------------------ | -------- |
| World Rugby Sevens Viña del Mar 2020 | Estadio Sausalito | Viña del Mar | 15-16 de febrero de 2020 | Alemania |
| World Rugby Sevens Montevideo 2020   | Estadio Charrúa   | Montevideo   | 22-23 de febrero de 2020 | Japón    |

## Tabla de posiciones
| Pos | País               | CHI | URU | Puntos |
| --- | ------------------ | --- | --- | ------ |
| 1   | Japón              | 17  | 22  | 39     |
| 2   | Hong Kong          | 19  | 17  | 36     |
| 3   | Alemania           | 22  | 13  | 35     |
| 4   | Chile              | 15  | 15  | 30     |
| 5   | Uruguay            | 8   | 19  | 27     |
| 6   | Tonga              | 13  | 11  | 24     |
| 7   | Zimbabue           | 12  | 7   | 19     |
| 8   | Uganda             | 11  | 8   | 19     |
| 9   | Italia             | 6   | 12  | 18     |
| 10  | Jamaica            | 7   | 10  | 17     |
| 11  | Papúa Nueva Guinea | 10  | 6   | 16     |
| 12  | Portugal           | 5   | 4   | 9      |
| 13  | Colombia           | 4   | 5   | 9      |
| 14  | México             | 1   | 3   | 4      |
| 15  | Brasil             | 2   | 2   | 4      |
| 16  | Paraguay           | 3   | 1   | 4      |

Fuente: World Rugby 
|  | Campeón, obtiene el ascenso a la temporada 2020-21 del Circuito Mundial. |
|  | Equipos invitados.                                                       |